# Phryxe aurulenta
Phryxe aurulenta là một loài ruồi trong họ Tachinidae.